# Wigilia

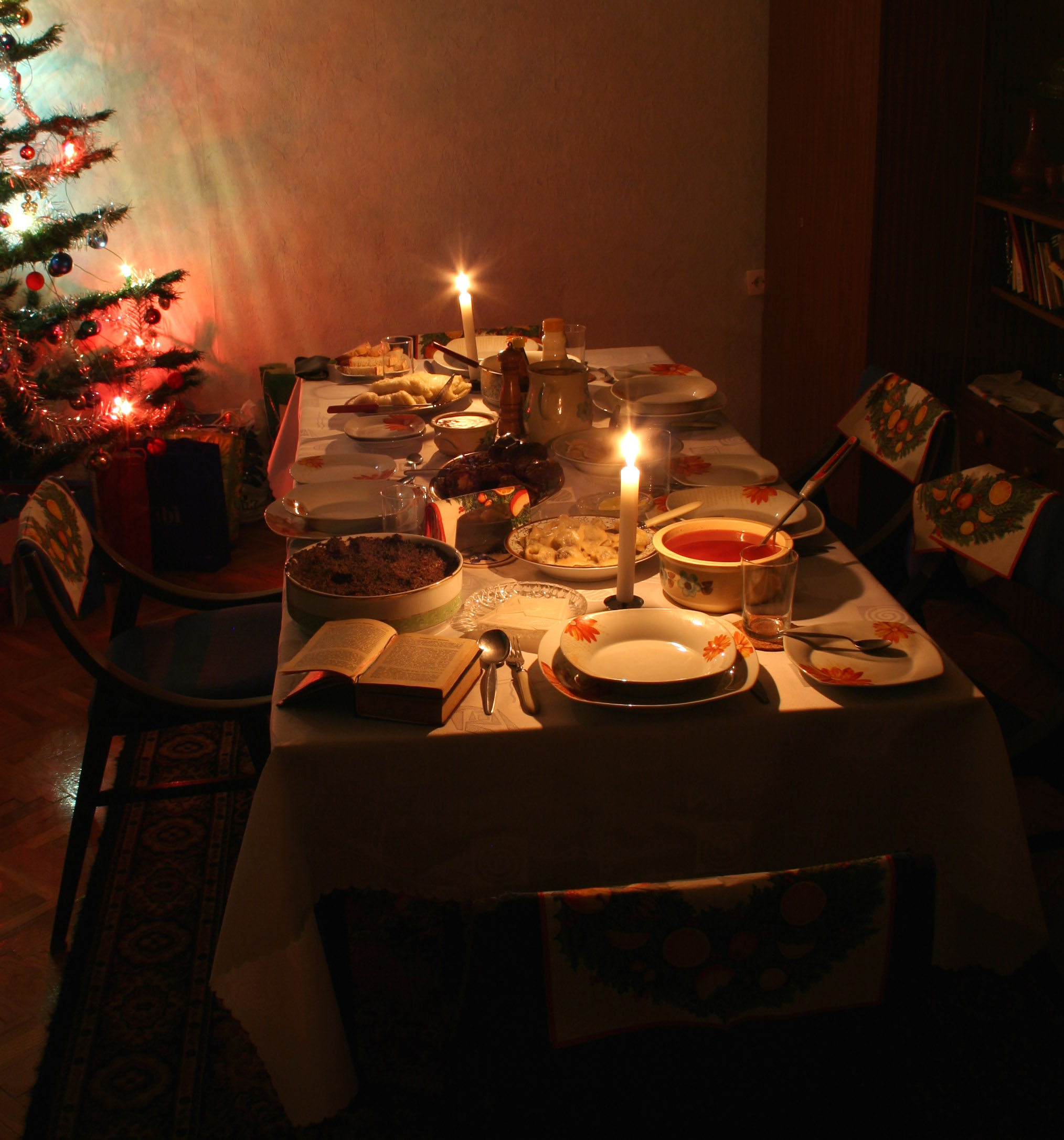
Stół nakryty do kolacji w Wigilię

Wigilia (z łac. vigilia = „czuwanie”, „straż”; vigilare = „czuwać”) – wieloznaczny termin tradycji chrześcijańskiej, odnoszący się do różnych sposobów rozpoczynania obchodów świątecznych przed świtem dnia świątecznego. 

## Wigilia jako dzień przedświąteczny
W tradycyjnym obrządku rzymskim wigilia jest dniem liturgicznym poprzedzającym jakieś święto, którego treścią jest przygotowanie do obchodów tego święta.
Według układu z 1960 kalendarz obrządku rzymskiego posiada siedem wigilii. Są to:
- wigilia Narodzenia Pańskiego – 24 grudnia;
- wigilia Wniebowstąpienia Pańskiego – środa, 39. dzień po Wielkanocy;
- wigilia Zesłania Ducha Świętego – sobota, 49. dzień po Wielkanocy;
- wigilia Narodzenia św. Jana Chrzciciela – 23 czerwca;
- wigilia śś. Piotra i Pawła – 28 czerwca;
- wigilia św. Wawrzyńca – 9 sierpnia;
- wigilia Wniebowzięcia NMP – 14 sierpnia[3].

Wigilia I klasy (Narodzenia Pańskiego), jeżeli wypadnie w niedzielę, zajmuje miejsce IV niedzieli Adwentu. Wigilie II i III klasy, jeżeli wypadną w niedzielę, opuszcza się.
Według układu liturgii rzymskiej sprzed 1960 wigilii było więcej (w szczególności przed wszystkimi świętami apostołów), a wigilie przypadające w niedzielę przenosi się na poprzedzającą sobotę (np. śś. Szymona i Judy Tadeusza 28 października, wigilia 27 października, ale jeśli ten dzień wypada w niedzielę, wigilię obchodzi się 26 października).

## Wigilia jako wieczorny początek święta
W obrządku rzymskim zreformowanym po soborze watykańskim II wigilie w sensie dni poprzedzających ważniejsze święta nie istnieją. Natomiast wigilię rozumie się jako rozpoczęcie obchodu uroczystości już w poprzedzający wieczór. Taki sposób świętowania osadzony jest ściśle w żydowskiej rachubie czasu, w której początkiem doby jest zmierzch. Na taki obchód składają się I nieszpory oraz msza wigilijna. Takie wigilie są częścią każdej uroczystości oraz wszystkich niedziel. 

## Wigilia Paschalna
Wigilia Paschalna jest nazwą pojedynczej ceremonii, mianowicie uroczystej liturgii, odprawianej w noc wielkanocną. Św. Augustyn z Hippony określił ją jako matkę wszystkich świętych wigilii. Obchodzenie wigilii ma przypominać o eschatologicznym sensie ludzkiej egzystencji.

## Inne znaczenia słowa „wigilia”
W liturgice średniowiecznej termin vigiliae jest inną nazwą matutinum. Współcześnie może się też odnosić do czuwania modlitewnego przy zmarłym (łac. vigilia pro defuncto).
W języku polskim słowo „wigilia” odnosi się do uroczystej kolacji, spożywanej 24 grudnia wieczorem (w dzień, nazywany w tradycyjnej rzymskiej terminologii liturgicznej wigilią Bożego Narodzenia).